# 大果报春
大果报春（学名：Primula megalocarpa）为报春花科报春花属下的一个种。

## 扩展阅读
- 維基物種上的相關：大果报春